# Station Liss
Liss is een spoorwegstation van National Rail in Liss, East Hampshire in Engeland. Het station is eigendom van Network Rail en wordt beheerd door South Western Railway. Het station is geopend in 1859.

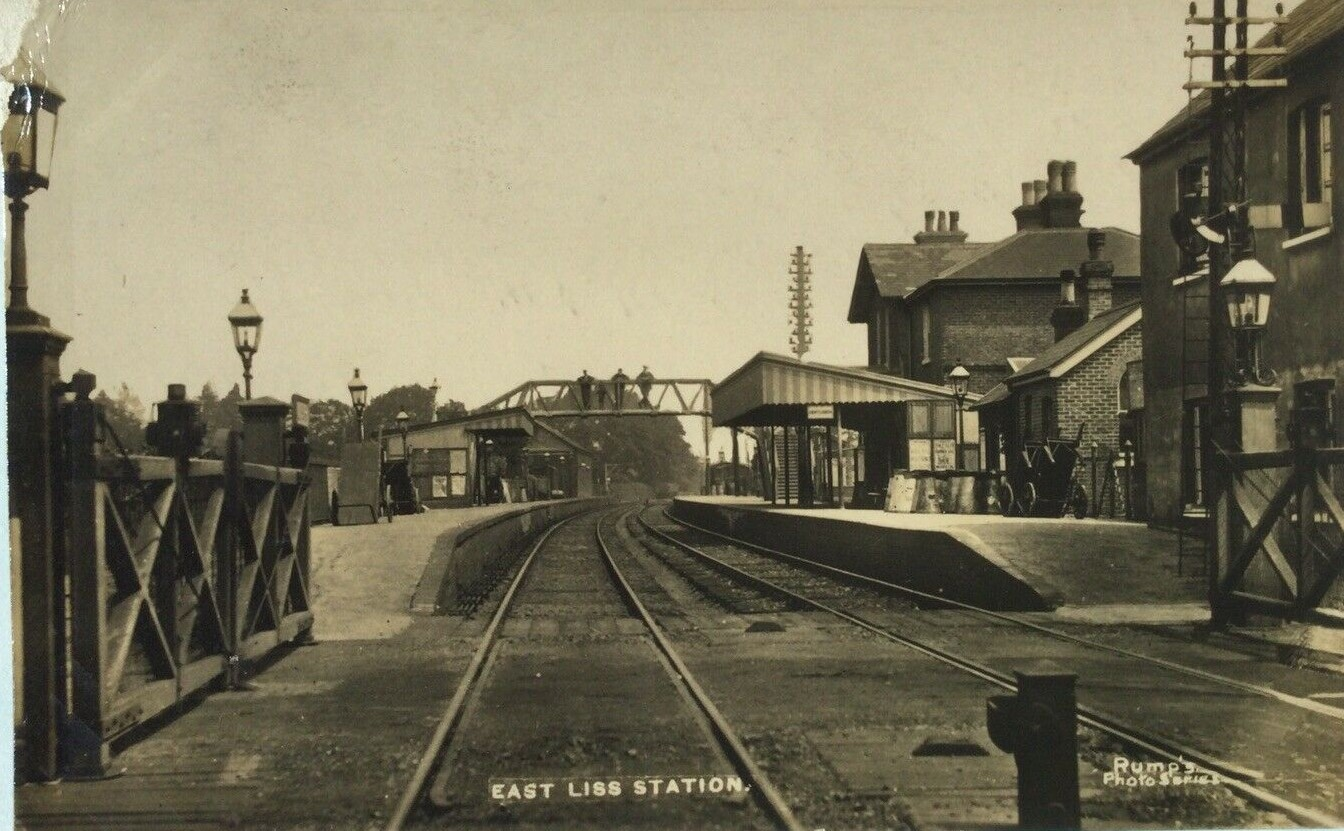
Overzicht, 1917